# Anomala nigriventris
Anomala nigriventris är en skalbaggsart som beskrevs av Benderitter 1921. Anomala nigriventris ingår i släktet Anomala och familjen Rutelidae. Inga underarter finns listade i Catalogue of Life.